# Datagrid
Em computação, um datagrid (do inglês datagrid) é um elemento de interface gráfica (isto é um componente widget) que permite mostrar os dados e alguns widgets em forma de tabela com linhas e colunas. A parte importante deste widget é cabeçalho da coluna que é clicável para ordenação das linhas. No entanto, datagrid não deve ser confundido com planilhas eletrônicas.
Dependendo do widget toolkit e aplicação em uso, existem muitos estilos de apresentação gráfica de datagrids.